# Daniel Niklas von Höpken
Daniel Niklas von Höpken, född 9 mars 1669 på släktgodset Melau i Bremen, död 26 april 1741 i Stockholm, var en svensk friherre och statsman.

## Biografi
von Höpken blev 1696 kanslist vid svenska kansliets tyska expedition, där han avancerade till referendarie-sekreterare 1710. Vid kansliets omorganisation 1714 blev han statssekreterare vid Kammarexpeditionen och erhöll 1716 en plats i upphandlingsdeputationen. Vid Görtz fall förstod von Höpken att rädda sig själv och vinna Ulrika Eleonoras ynnest: han blev till och med friherre och statssekreterare för utrikesärendena 1719. För att stärka sitt inflytande hos Ulrika Eleonora fick han sekreta utskottet 1719 att i enlighet med hennes vilja, men utan kanslipresidenten Arvid Horns vetskap, framställa begäran om frigivande av ett taget holländskt skepp och utfärdade drottningens befallning därom utan rådets vetskap. Detta tilltag föranledde en konflikt mellan drottningen och Horn, som fick avgå från kanslipresidents- och riksrådsämbetena. Härigenom grundlades den fiendskap mellan Horn och von Höpken, som blev av ett bestämmande inflytande på den följande tidens historia.
Genom sitt inflytande hos drottningen ledde von Höpken jämte Gustaf Cronhielm och arvprins Fredrik utrikespolitiken under 1719 och hade en viktig andel i avslutandet av fördragen med Hannover och England. Vid 1723 års riksdag slöt han sig till Holsteinska partiet för att undvika efterräkning för 1719 års politik och var under de följande åren en av den holsteinska partipolitikens främsta ledare. Vid partiets fall under 1726–1727 års riksdag måste von Höpken lämna sin plats i kansliet och utnämndes till president i Kommerskollegium 1727. Såsom chef för detta ämbetsverk verkade Höpken för en kraftig utveckling av landets handel och industri. Han var en stark anhängare av merkantilism och statens ingripande till näringarnas stöd, ofta i strid med regeringens mera försiktiga hållning.
I förening med Carl Gyllenborg med flera började von Höpken efter en tid arbeta på Horns störtande. Vid riksdagen 1734 trädde de i spetsen för krigspartiet och slöt den överenskommelse med franska sändebudet Casteja, som grundlade det så kallade hattpartiet. Casteja kallade med rätta von Höpken för detta partis "själ". Han ledde partiet under dess första kamp för makten med slughet och författade själv anonyma smädeskrifter mot rådet och kansliet. Vid riksdagen 1738–1739 hade von Höpken triumfen att se Horn och hans anhängare störtas och hattpartiet kunde gripa makten. Den ekonomiska riktning von Höpken sedan länge förordat vann fullständig seger. Till belöning för sina förtjänster erhöll han vid samma riksdag en gåva av 8000 daler silvermynt.
Daniel Niklas von Höpken var son till den svenske ståthållaren i Altenland Nicolaus von Höpken och Anna Margareta von Greiffencrantz. von Höpkens första hustru, en dotter till Henrik König, avled barnlös efter några veckor sedan de blivit gifta. Den andra hustrun (gifta 1709), friherrinnan Eleonora Lindhielm var dotter till landshövdingen Anders Lindhielm, samt dotterdotter till Henning Schütte. De var föräldrar till Arvid Niclas von Höpken, Anders Johan von Höpken, Carl Fredrik von Höpken och envoyén Gustaf Vilhelm von Höpken.